# Muzeul Egiptean din Cairo
Muzeul de antichități egiptene găzduiește o vastă colecție de antichități din Egiptul Antic. Muzeul are peste 120.000 de piese, iar majoritatea obiectelor de artă sunt expuse în vitrinele muzeului, restul fiind păstrate în depozite.

## Prezentare generală
Următoarele informații se referă la starea muzeului de dinainte de Revoluția egipteană din 2011. Muzeul Mumiilor regale este o cameră, care conține 27 mumii regale din timpuri nic Faraon, a fost închis la ordinele președintelui Anwar Sadat în 1981. Acesta a fost redeschis în anul 1985, prezentând însă mai puține exponate dintre regii și reginele Noului Regat. Astăzi, există 9 mumii afișate. Una dintre aceste mumii este mumia reginei Hatshepsut. descoperită mai recent.

## Istoric
Muzeul Egiptean de Antichități conține multe piese importante ale istoriei antice egiptene. El adaposteste cea mai mare colectie din lume de antichitati faraonice, și multe comori ale regelui Tutankhamon. Muzeul a fost construit de către guvernul egiptean în anul 1835 lângă Grădina Ezbekeyah. În anul 1858 muzeul a fost mutat la Boulaq, deoarece clădirea inițială a devenit neîncăpătoaare pentru toate artefacte descoperite. În anul 1855, Ducele Maximilian de Austria a fost cel care angajat un arhitect francez pentru a proiecta și construi un nou muzeu de antichități. Noua clădire a fost să fie construită pe malul fluviului Nil în Boulaq. Însă în anul 1878, după ce muzeul a fost finalizat de ceva timp, clădirea a suferit daune ireversibile în urma unei inundații a fluviului Nil. Aceasta a determinat autoritățile să mute exponatele într-un alt muzeu, în Giza. Artefactele au rămas acolo până în anul 1902 când au fost mutate, pentru ultima oară, la actualul muzeu din Piața Tahrir În timpul Revoluției egiptene din 2011, muzeul a fost vandalizat, și potrivit relatărilor două mumii au fost distruse   Mai multe artefacte au fost, de asemenea, deteriorate. 

## Compartimentare
Există două nivele principale ale muzeului, un parter și un etaj. La parter există o vastă colecție de papirusuri și monede utilizate în lumea antică. Numeroase piese de papirus sunt, în general, fragmente mici, din cauza deteriorării la care au fost supuse în ultimele două milenii. Pe aceste bucăți de papirus se găsesc texte scrise în mai multe limbi, inclusiv greacă, latină, arabă și limba egipteană veche scrisă cu hieroglife. Monedele găsite pe acest etaj sunt confecționate din metale diferite, inclusiv din aur, argint și bronz. Monedele nu sunt numai egiptene, dar și grecești, romane și islamice. Acest lucru a ajutat istoricii să cerceteze comerțul Egiptului Antic.
De asemenea, la parter sunt artefacte din Regatul Nou, din perioada 1550 - 1069 î.Hr.. Aceste piese sunt în general mai mari decât elementele create în secolele anterioare. Aceste elemente includ statui, tabele și sicrie (sarcofage).
La primul etaj sunt artefacte din ultimele două dinastii din Egiptul Antic, inclusiv elemente din mormintele faraonilor Thutmosis III, Thutmosis IV, Amenophis II, Hatshepsut, Maiherpri curtean, precum și mai multe artefacte din Valea Regilor

## Regele Tutankhamon
Spre deosebire de multe morminte descoperite în Egipt, cel al regelui Tutankhamon a fost gasit cea mai mare parte intact. În interiorul acestui mormânt a existat o mare colecție de artefacte utilizate pe tot parcursul vieții regelui. Aceste artefacte au variat de la un piept decorat, care a fost cel mai probabil folosit ca un dulap sau valiză, două fildeș și aur, bratari, coliere, și alte bijuterii decorative, vaze de alabastru și baloane. Mormântul a fost, de asemenea, păstrătorul, mai multor arme și instrumentele utilizate de către regele Tutankhamon. Cu toate că mormântul a avut inițial peste 3.500 de artefacte, mormântul nu a fost găsit intact complet. Se pare că, au existat cel puțin două jafuri din mormânt, probabil la scurt timp după îngroparea lui Tutankamon.
Cel mai bun artefact cunoscut din mormantul regelui lui Tutankhamon este celebra Mască de Aur, care acoperea bandajele ce înfășurau fața regelui. Masca cantareste 11 kg și este confecționată din aur masiv, și se crede că  reprezintă fidel fața regelui.

## Faraoni
Rămășițele multor Faraoni celebri sunt stocate în Muzeul Egiptean. Una dintre acestea este faraonului Ramses al III, care a fost un razboinic extrem de abil.
Pentru multe dintre mumiile faraonilor, a fost dificil de determinat data nașterii iar istoricii pot doar estima perioada în care au domnit peste Egipt. Pentru Amenhotep IV, istoricii au estimat domniei sale în 1372 î.en, pentru că au aflat data când tatăl lui Amenhotep IV, Amenhotep III a murit. De asemenea, că mormântul lui Amenhotep IV înscris cinci nume el însuși și-a dat unul dintre ei, Horus de Aur, dovedește că el a fost încoronat pe malul Nilului, domeniul tatălui său favorit. Înainte de a deveni Faraon, el era deja căsătorit cu Nefertiti. Când Amenhotep IV a devenit Faraon, el a distrus religia Amun. El a făcut acest lucru pentru că a vrut să creeze propria sa religie care era închinată lui Aten, soarele. Aten era reprezentat de un disc care trimite razele ce se termină cu niște mâini.
Istoricii cred că Sneferu a fost primul rege al dinastiei a patra. Anul a inceput domniei sale a fost de aproximativ 2620 î.Hr. Sneferu pare să fi fost un rege just și echitabil, și pare să fi meritat numele ales de Stăpân al Justiției sau Stăpân al Adevărului. Sneferu, ca mulți alți regi, a construit multe temple și structuri. Toate structurile sale și clădiri a avut o semnatura specifice: statuie a unei tinere femei simbolizând fundație.  Sunt de aproximativ patru sau cinci dintre aceste structuri în fiecare provincie a Egiptului.
Mulți faraonilor și-au ales nume de încoronare asemănătoare. De exemplu, Sneferu, Tutankhamon și Amenhotep avut cu toții numele de "Horus de Aur".

## Galerie

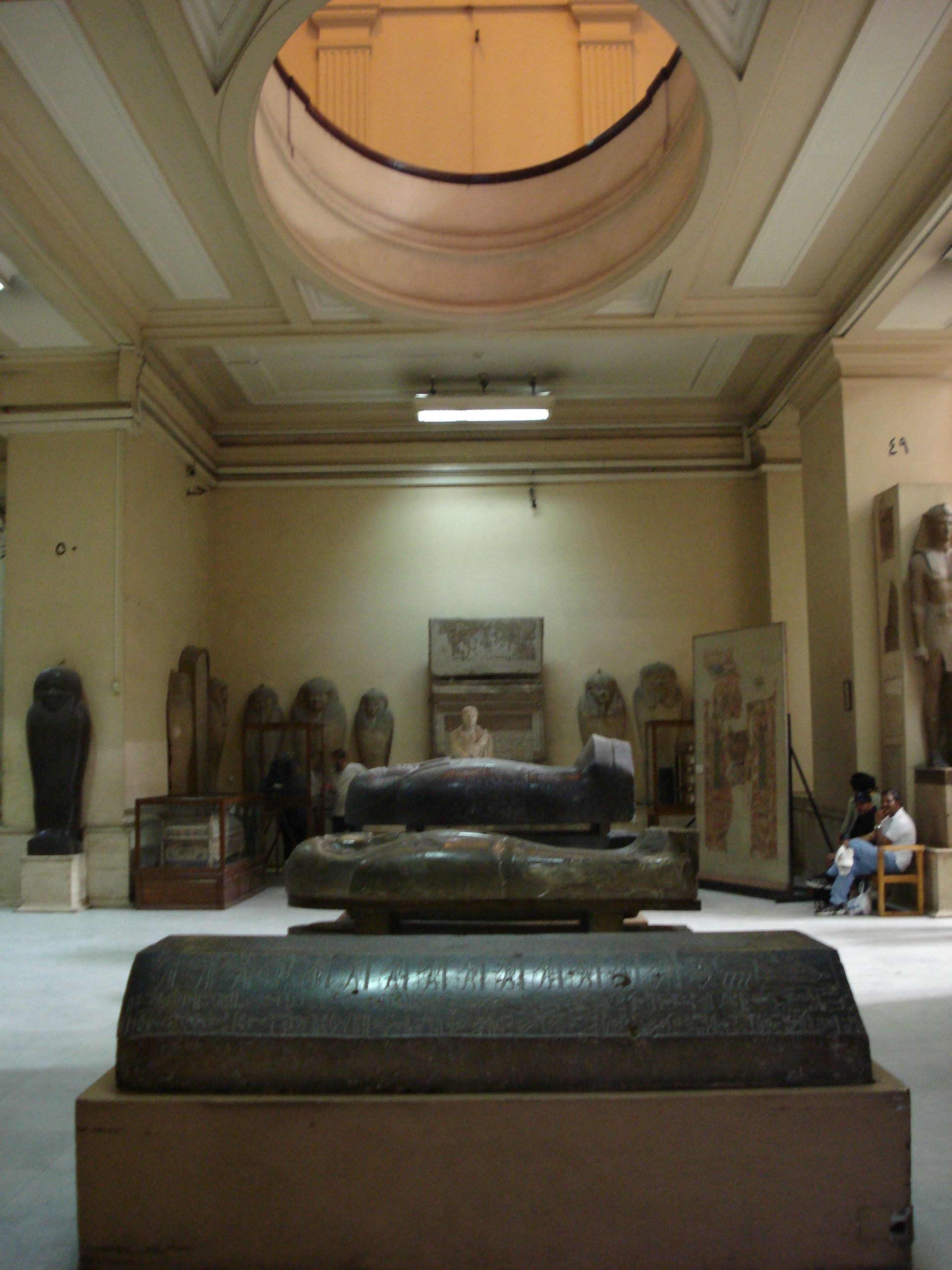
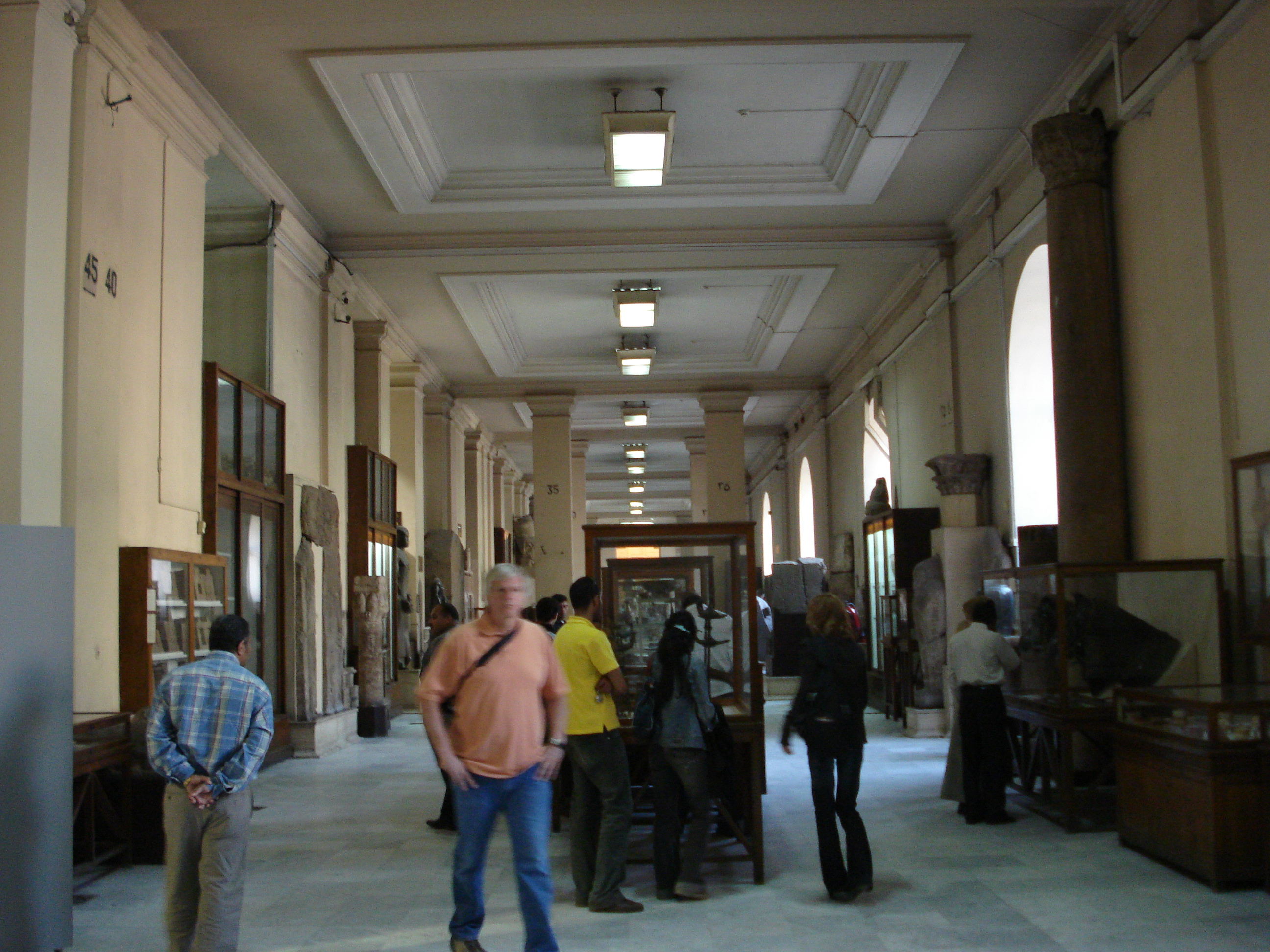
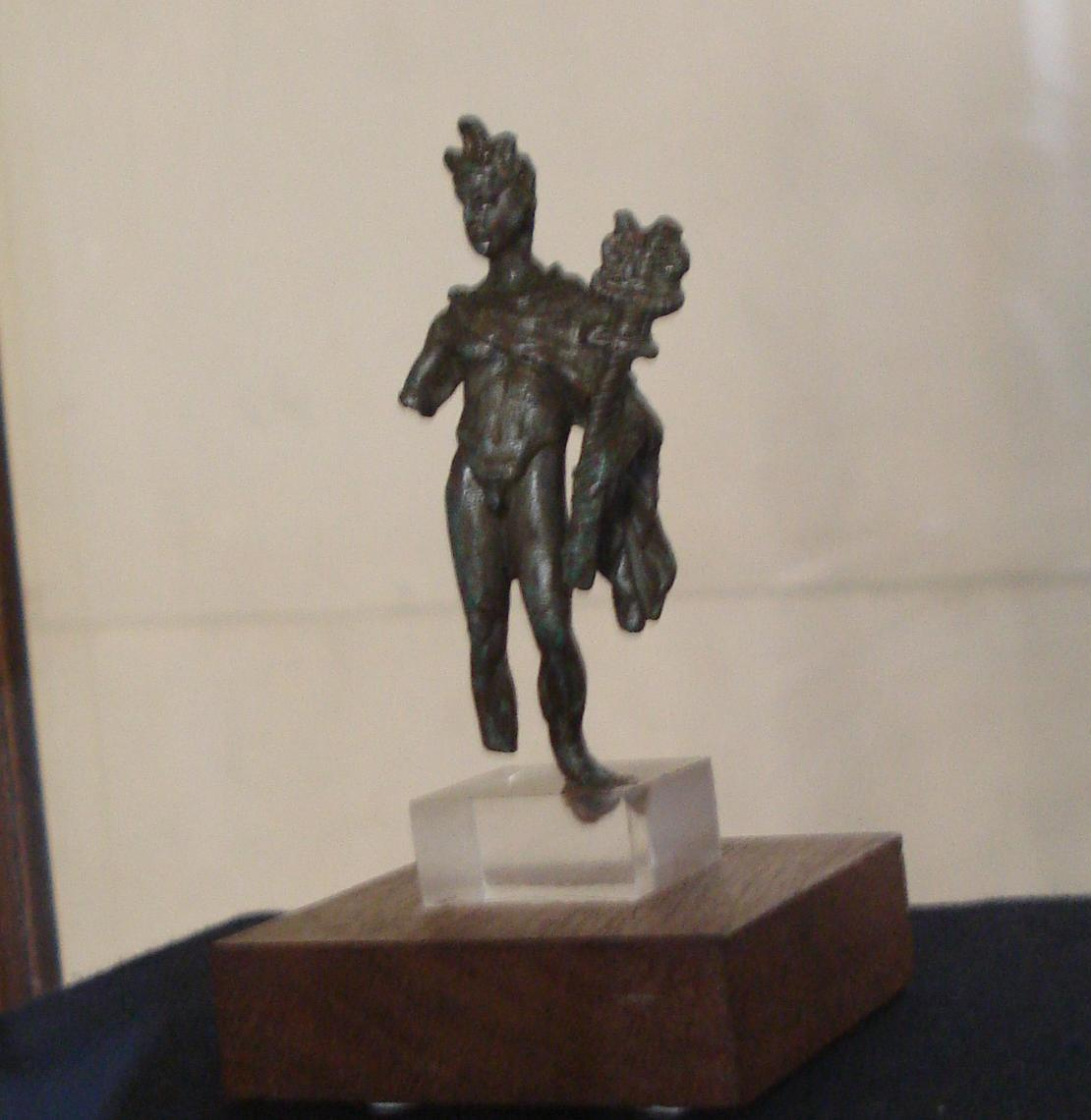
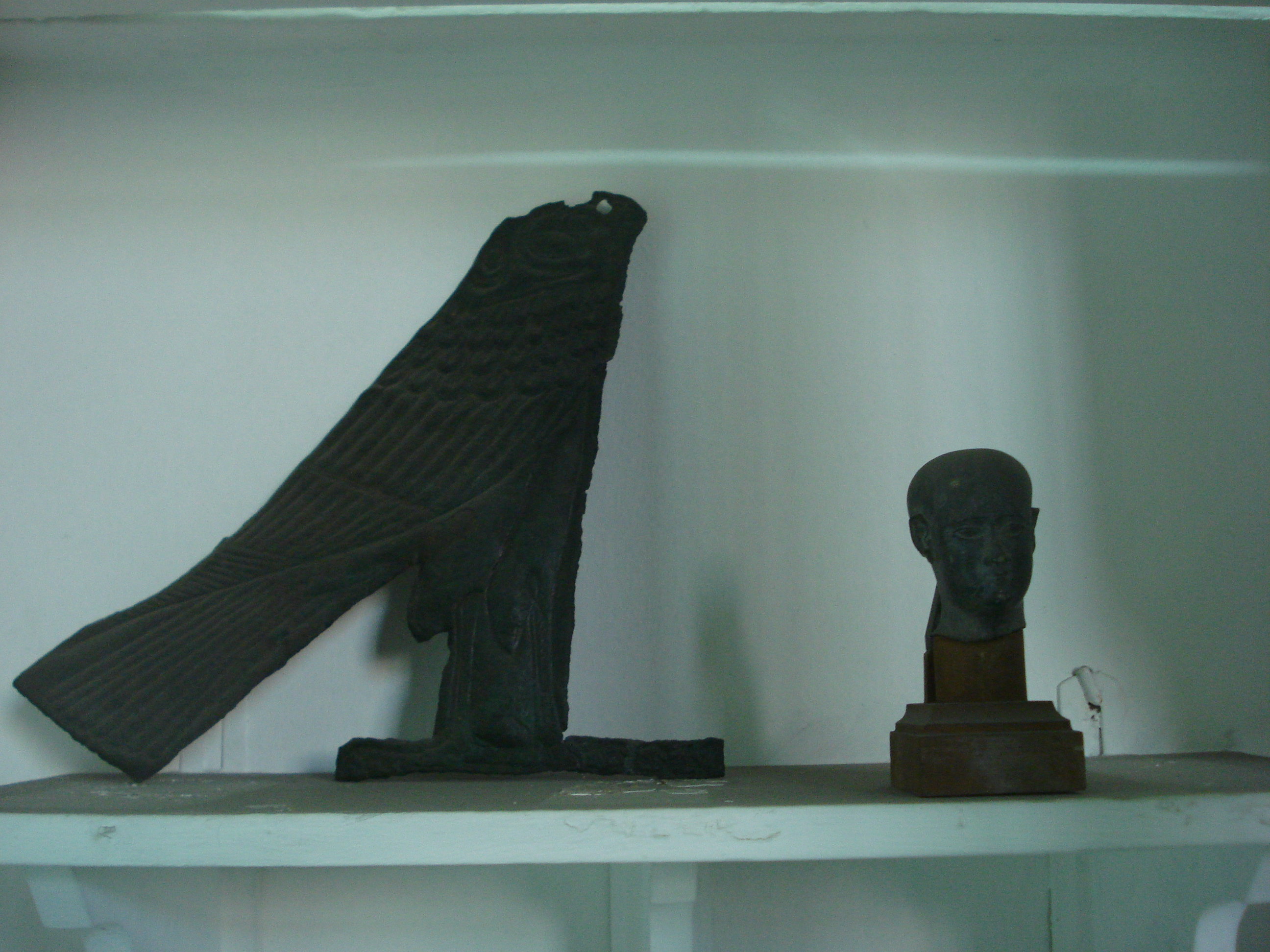
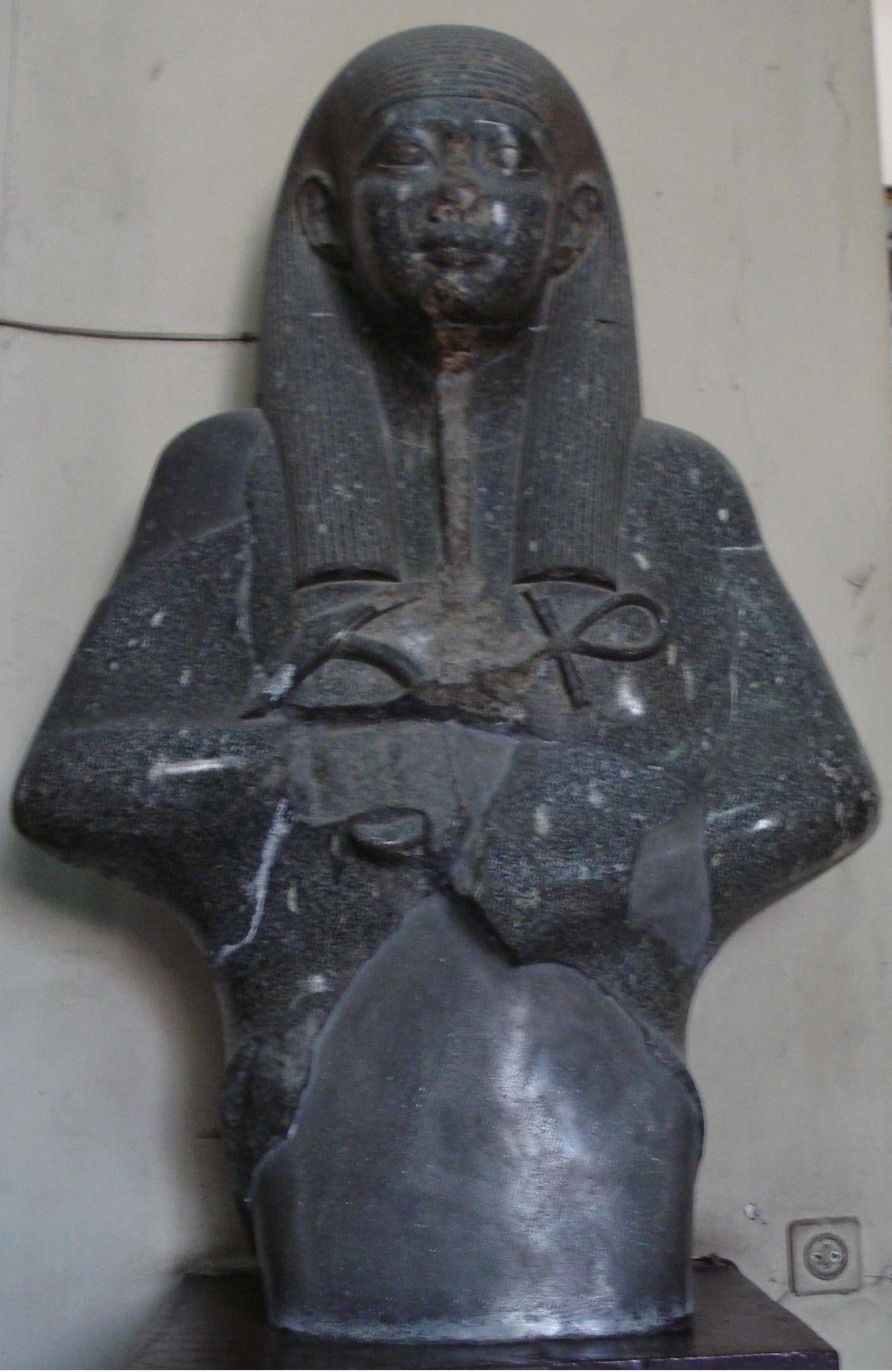
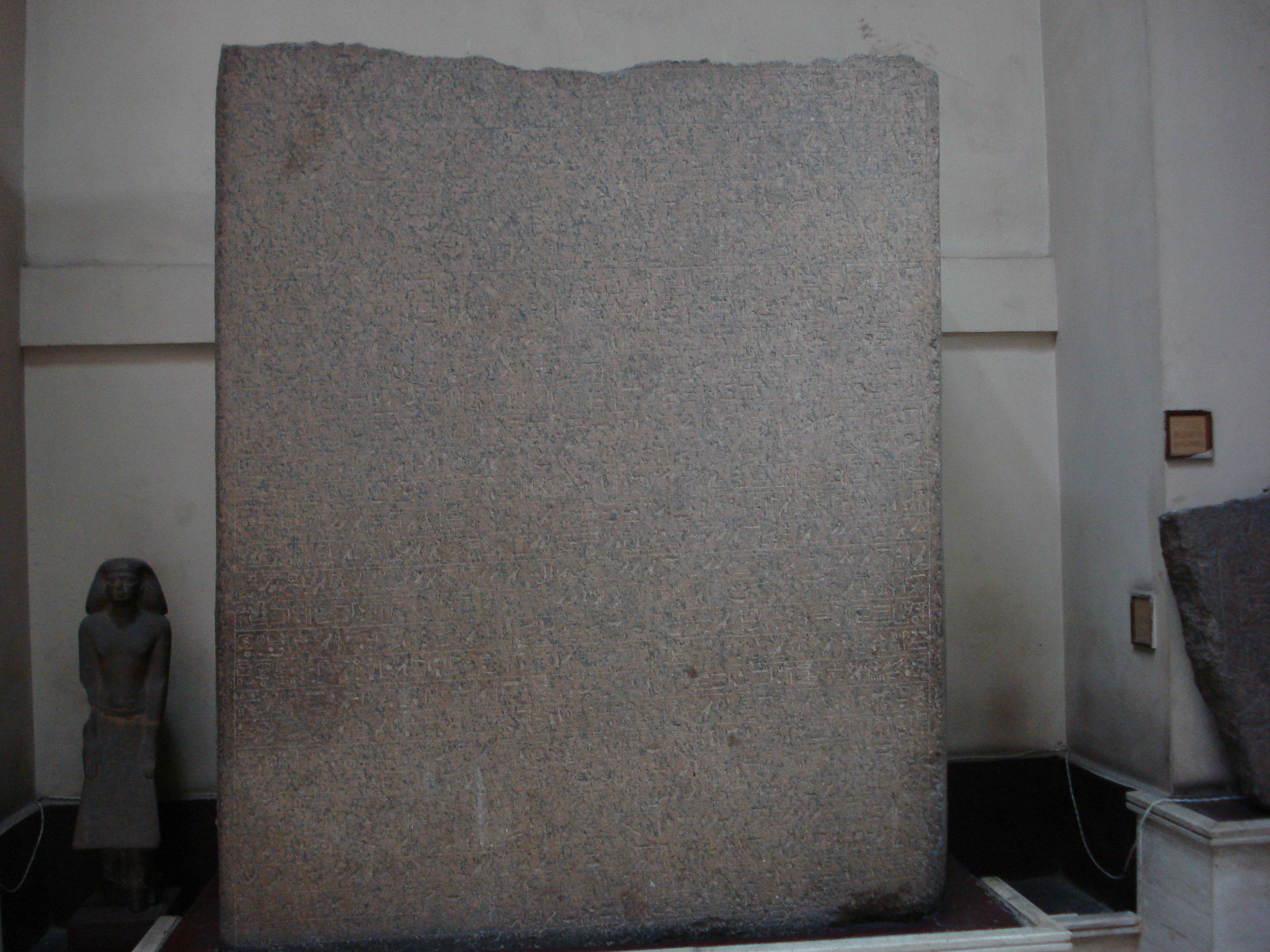
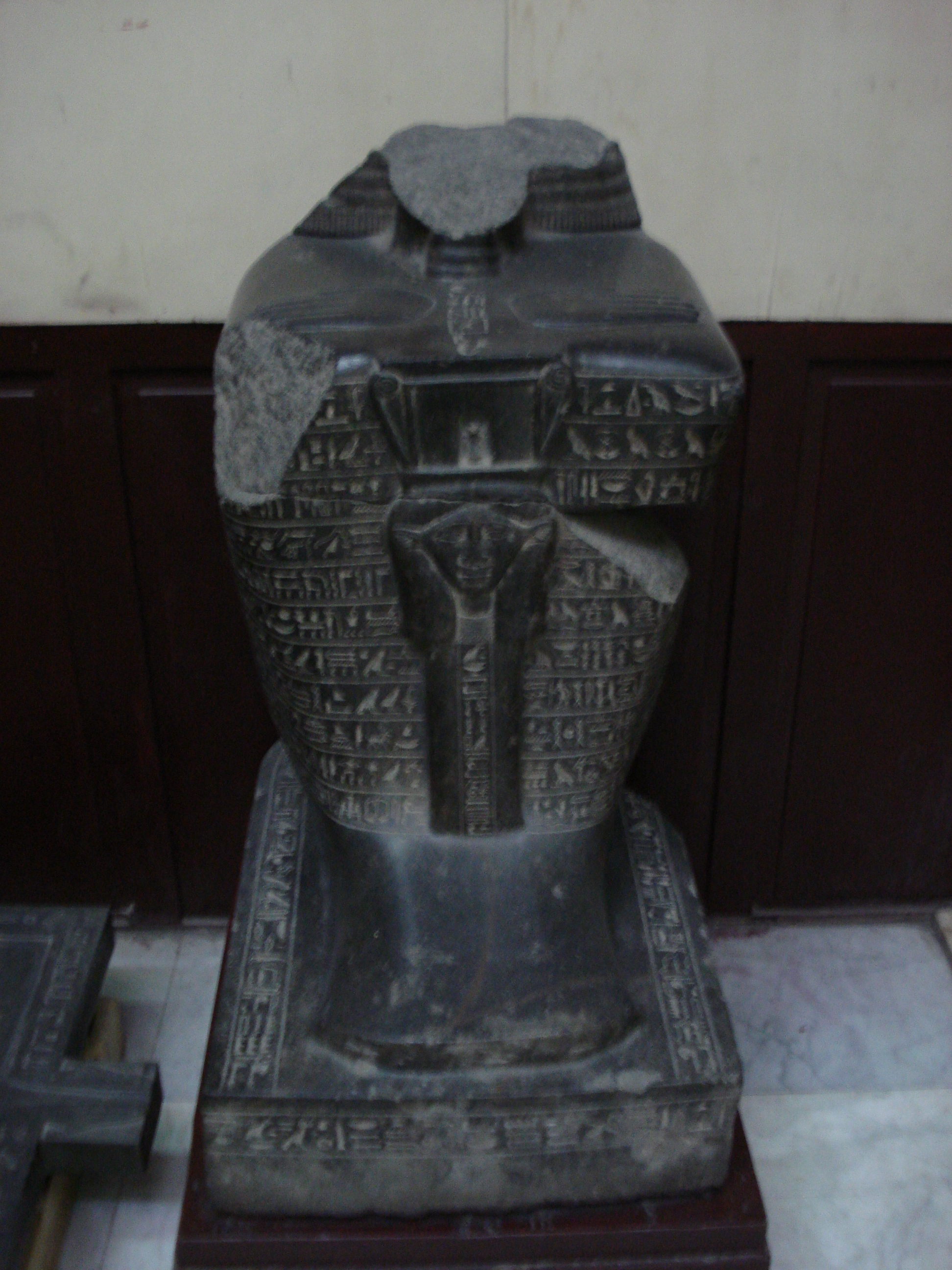
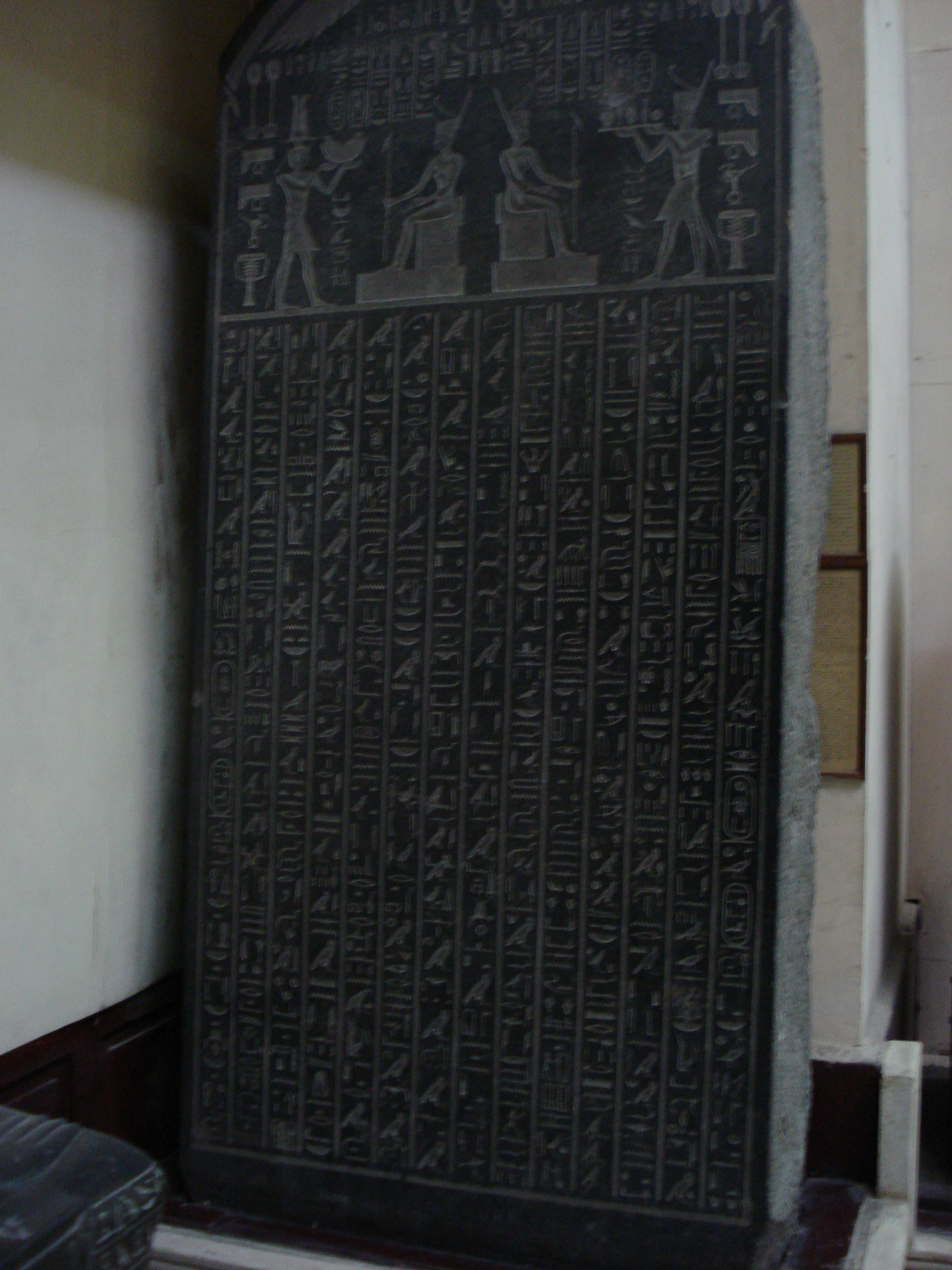
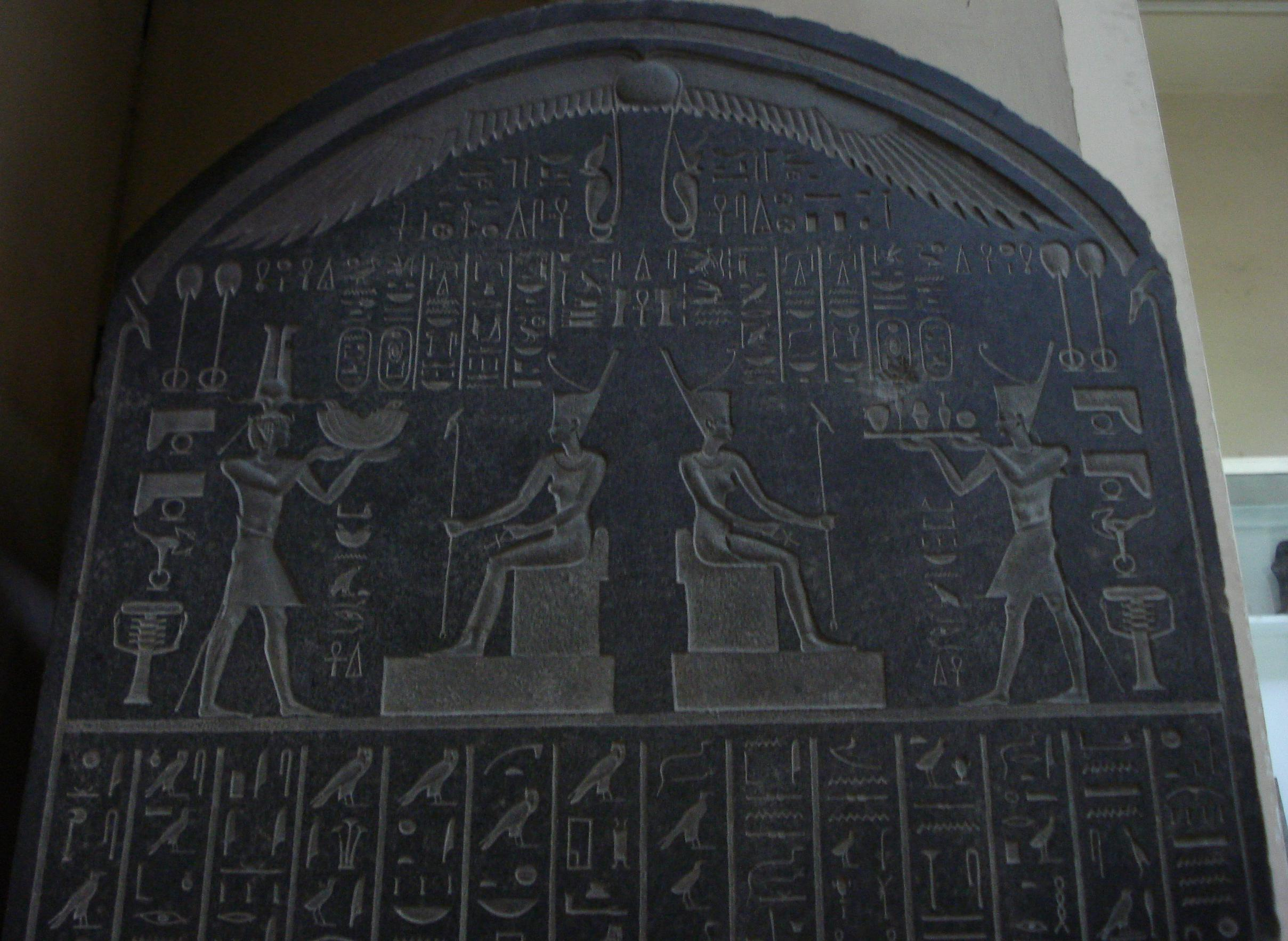
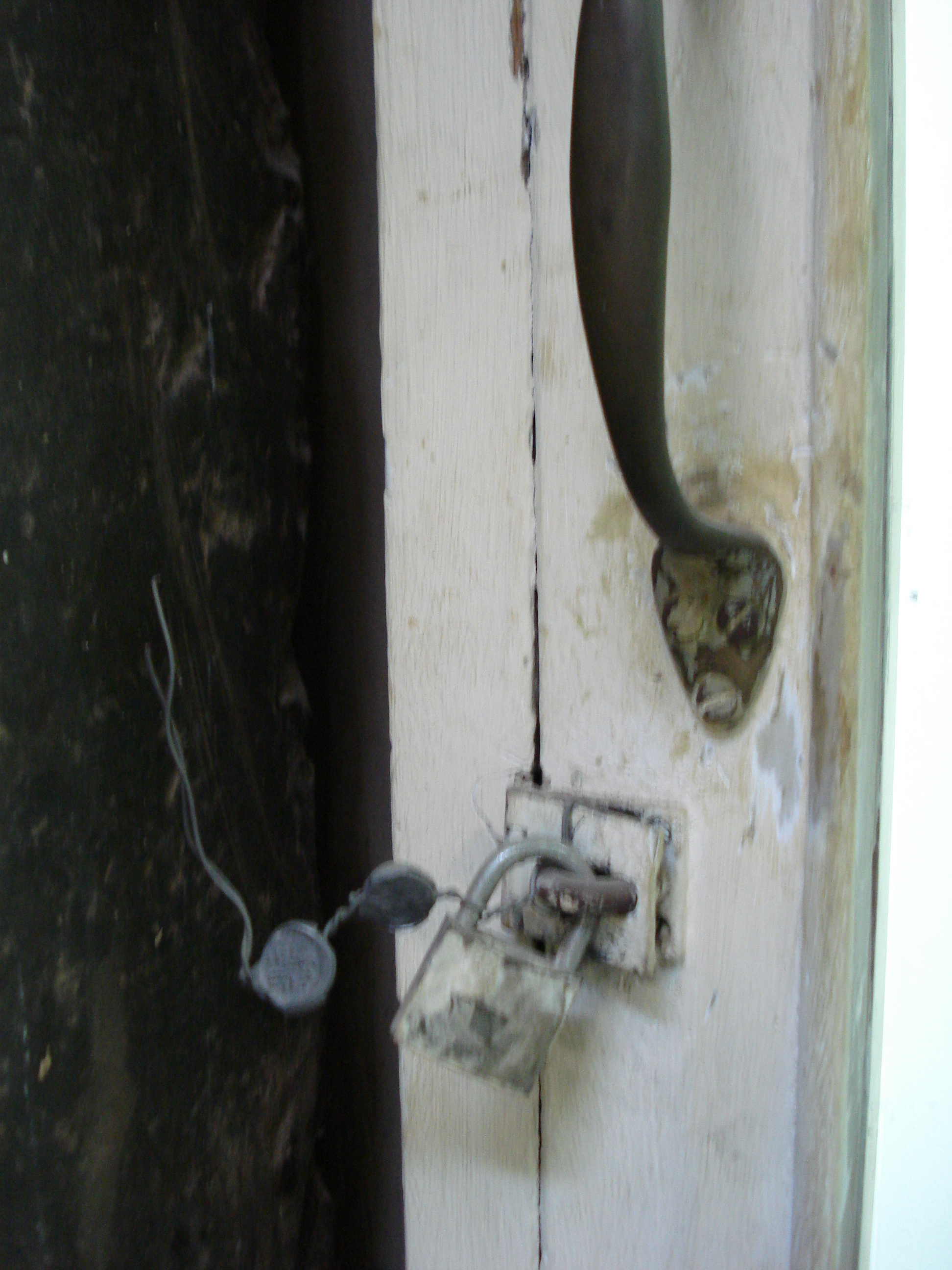
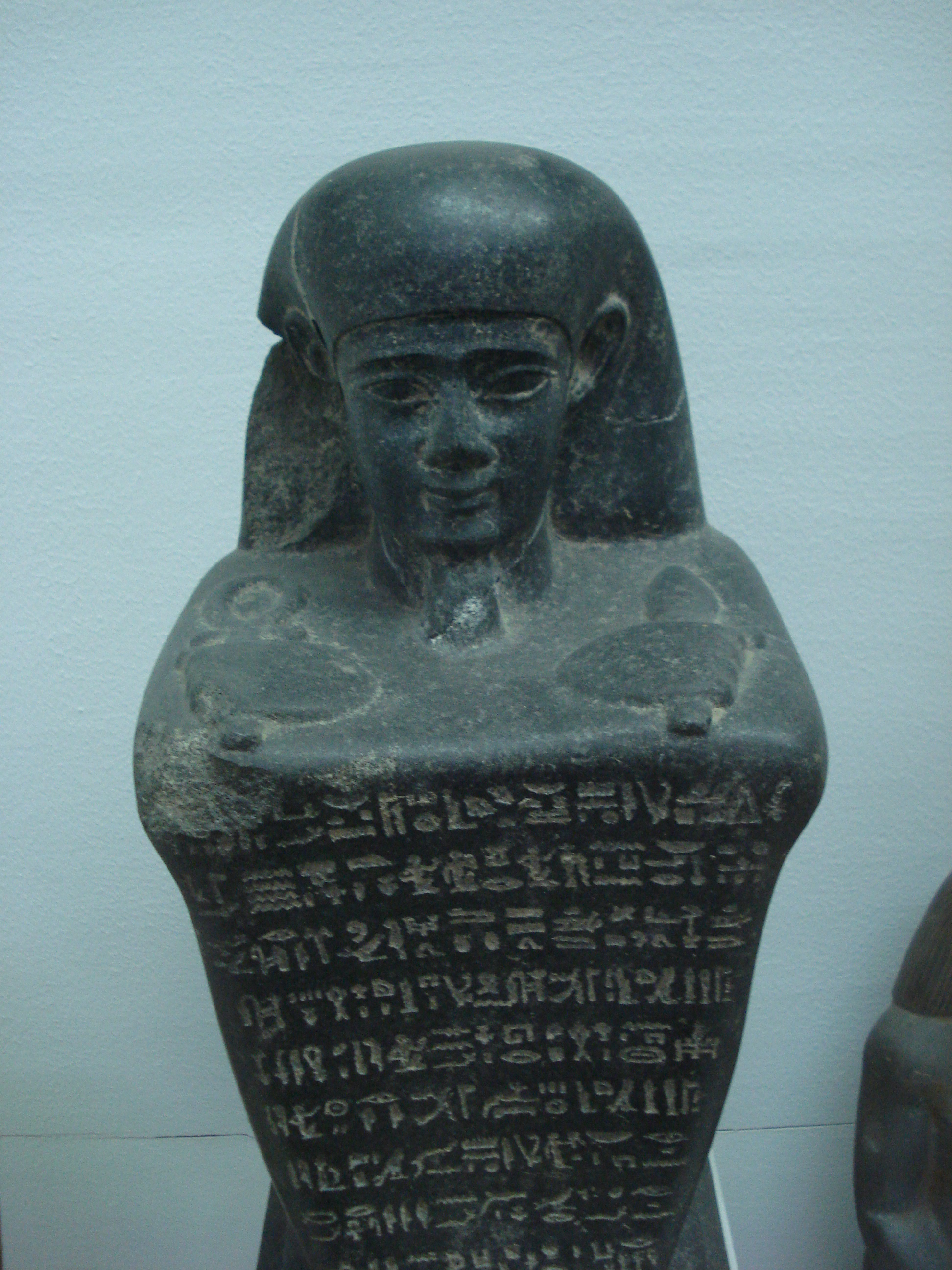
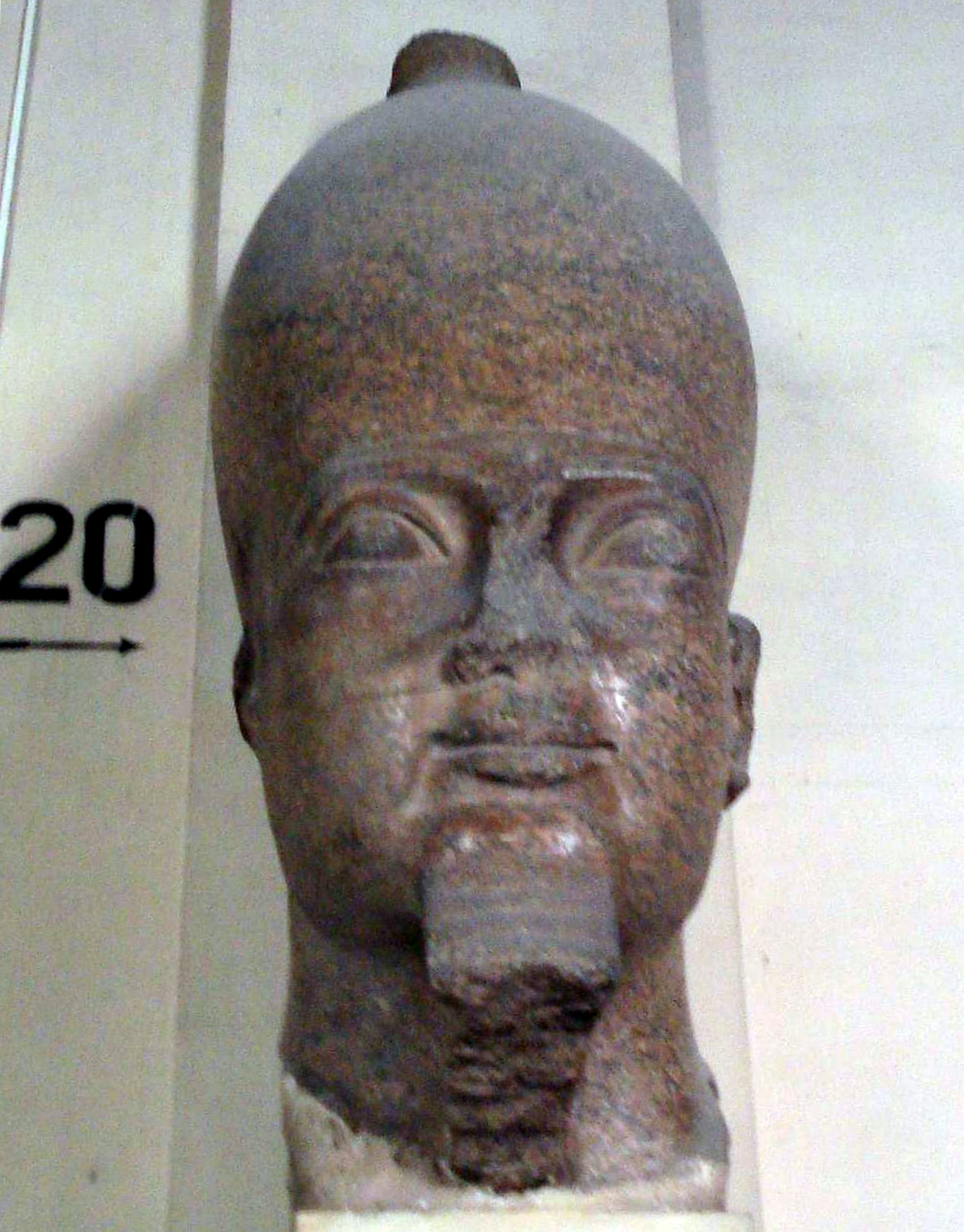
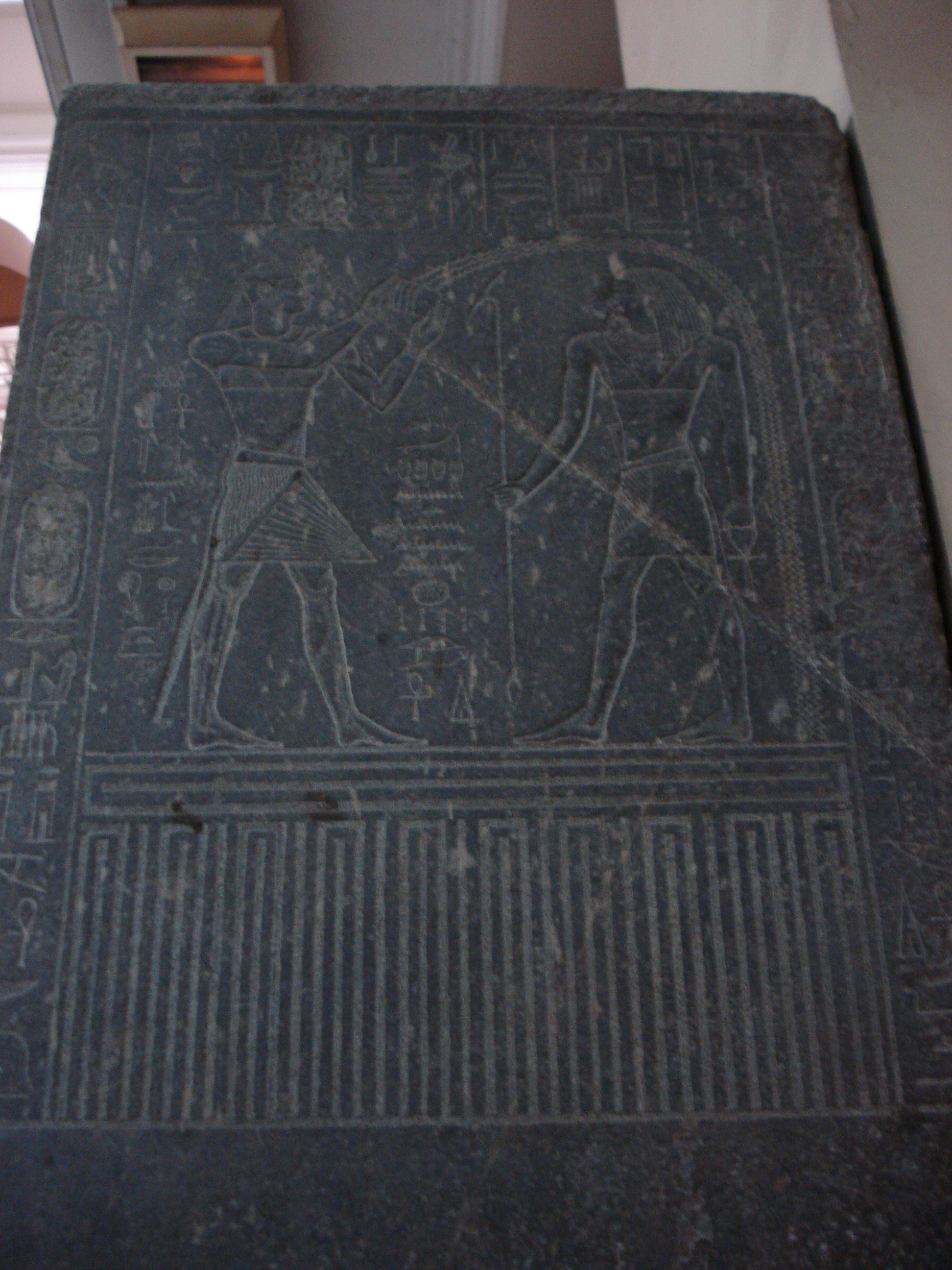
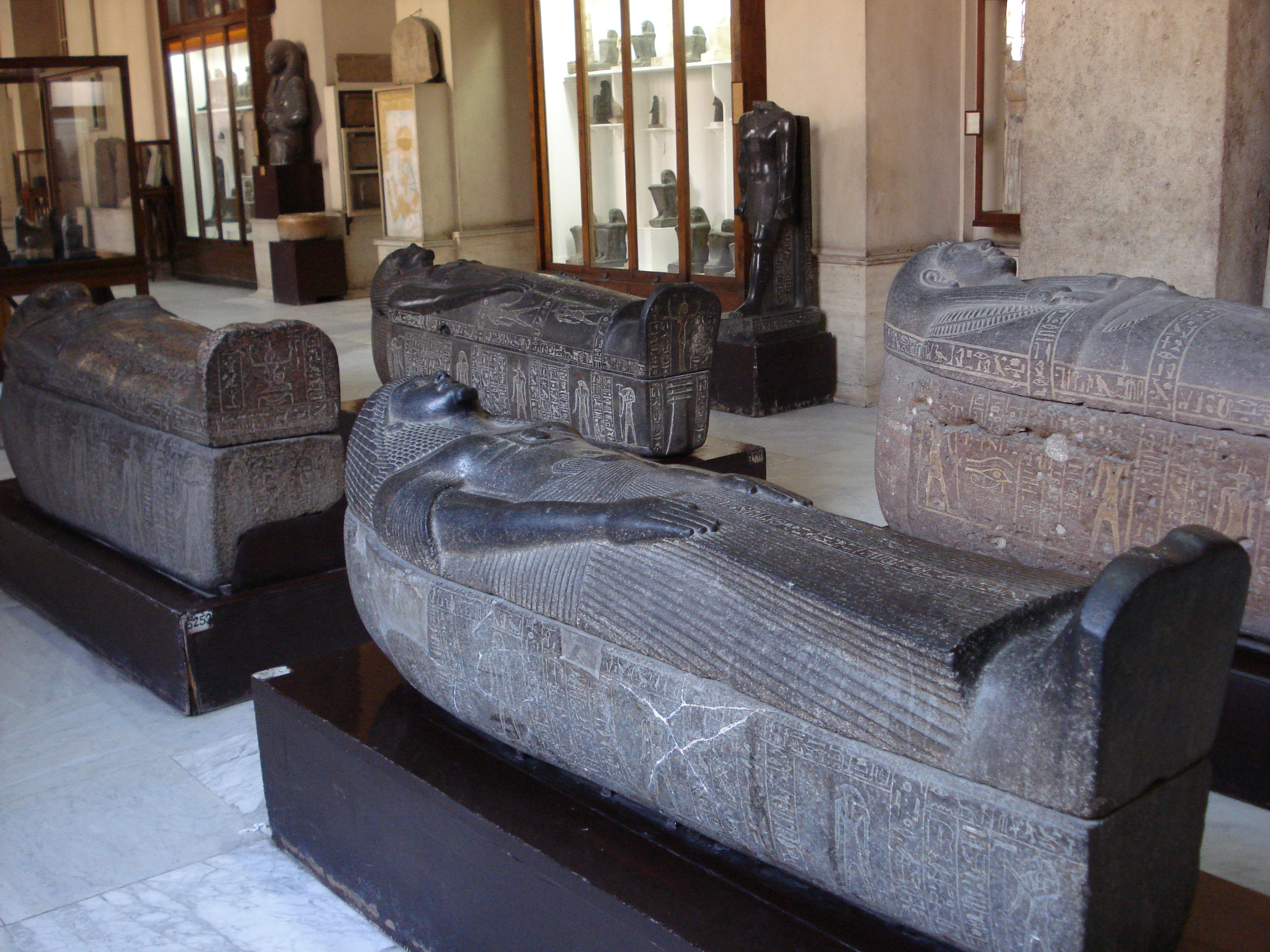
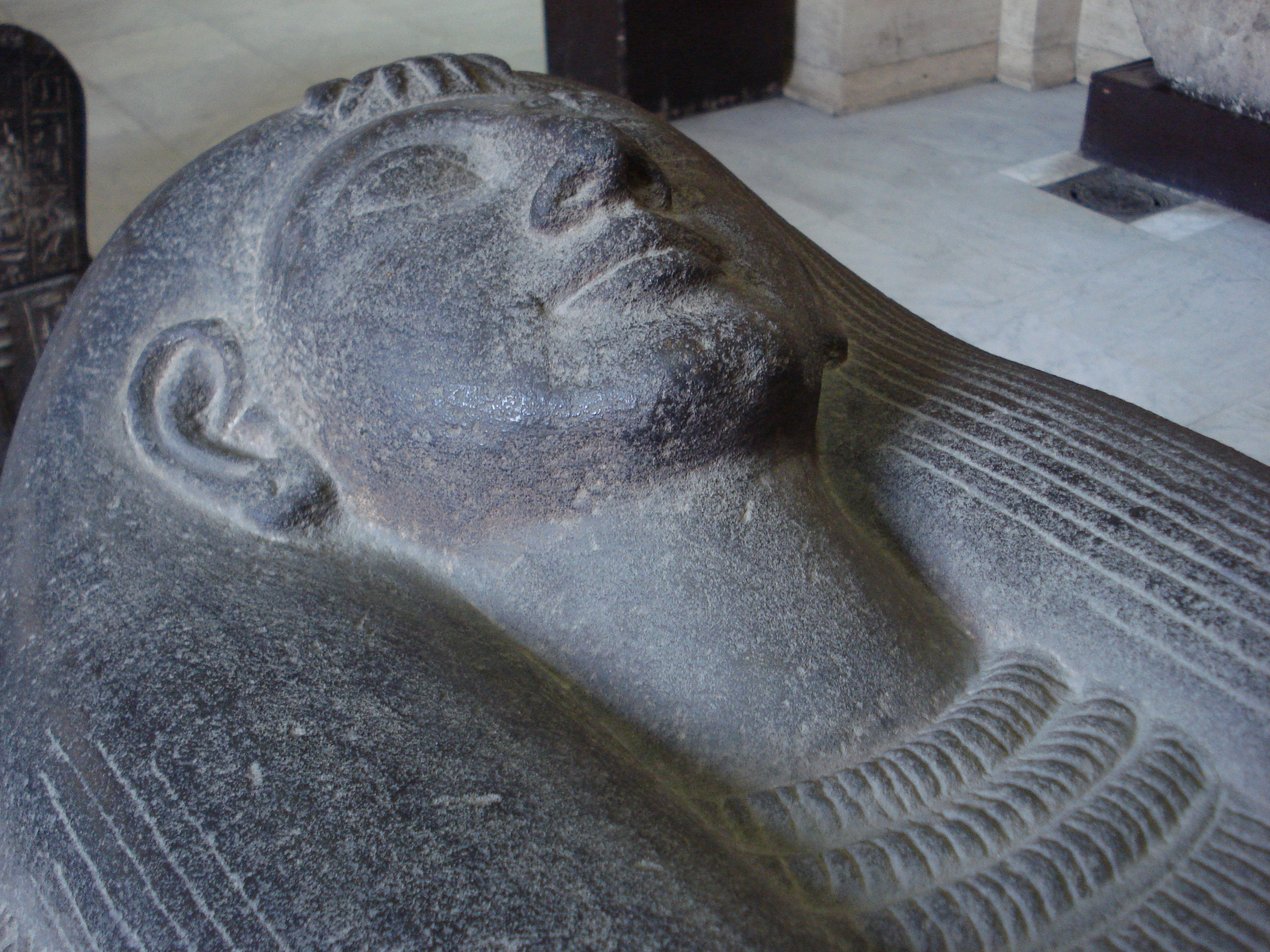
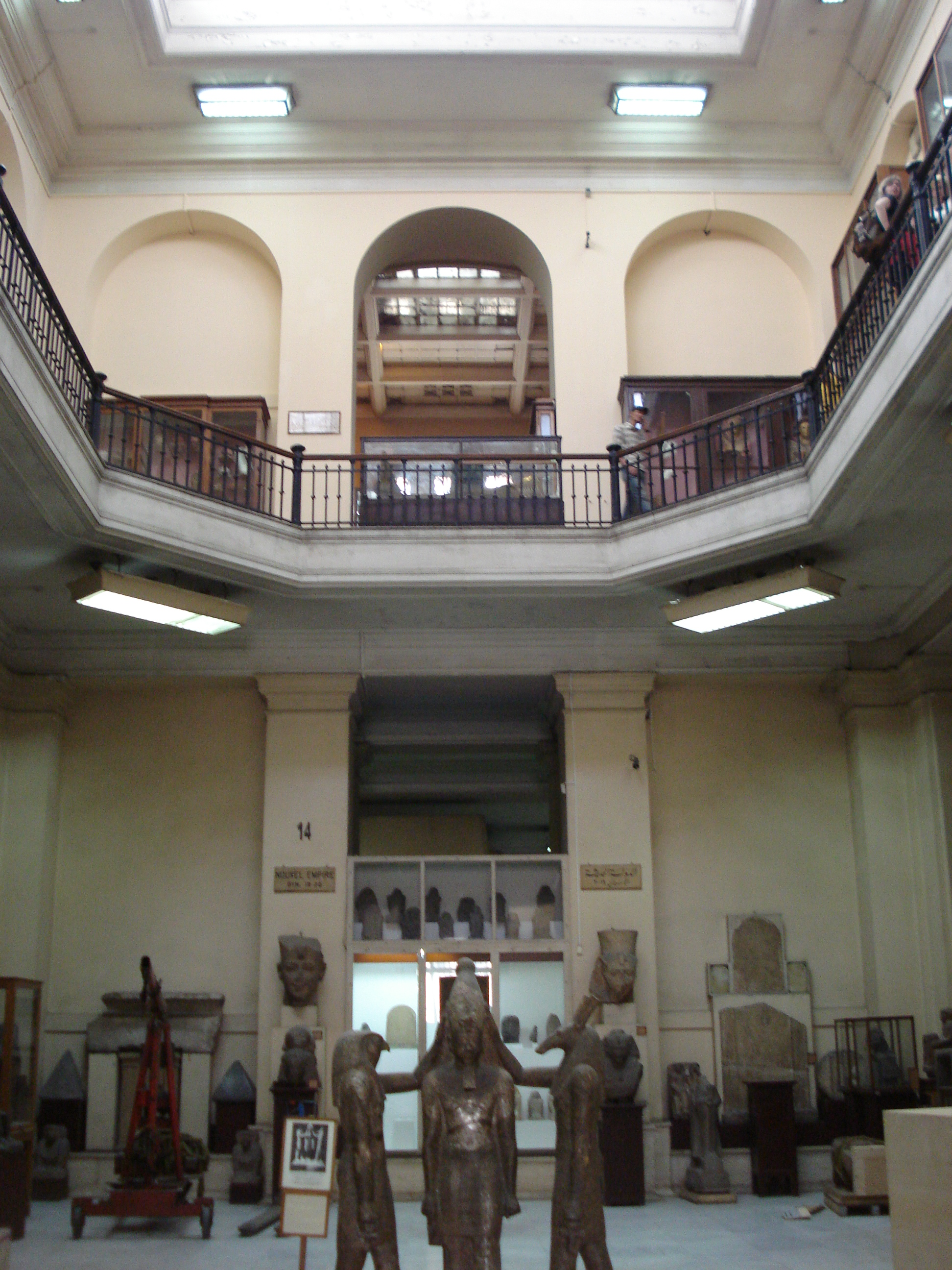
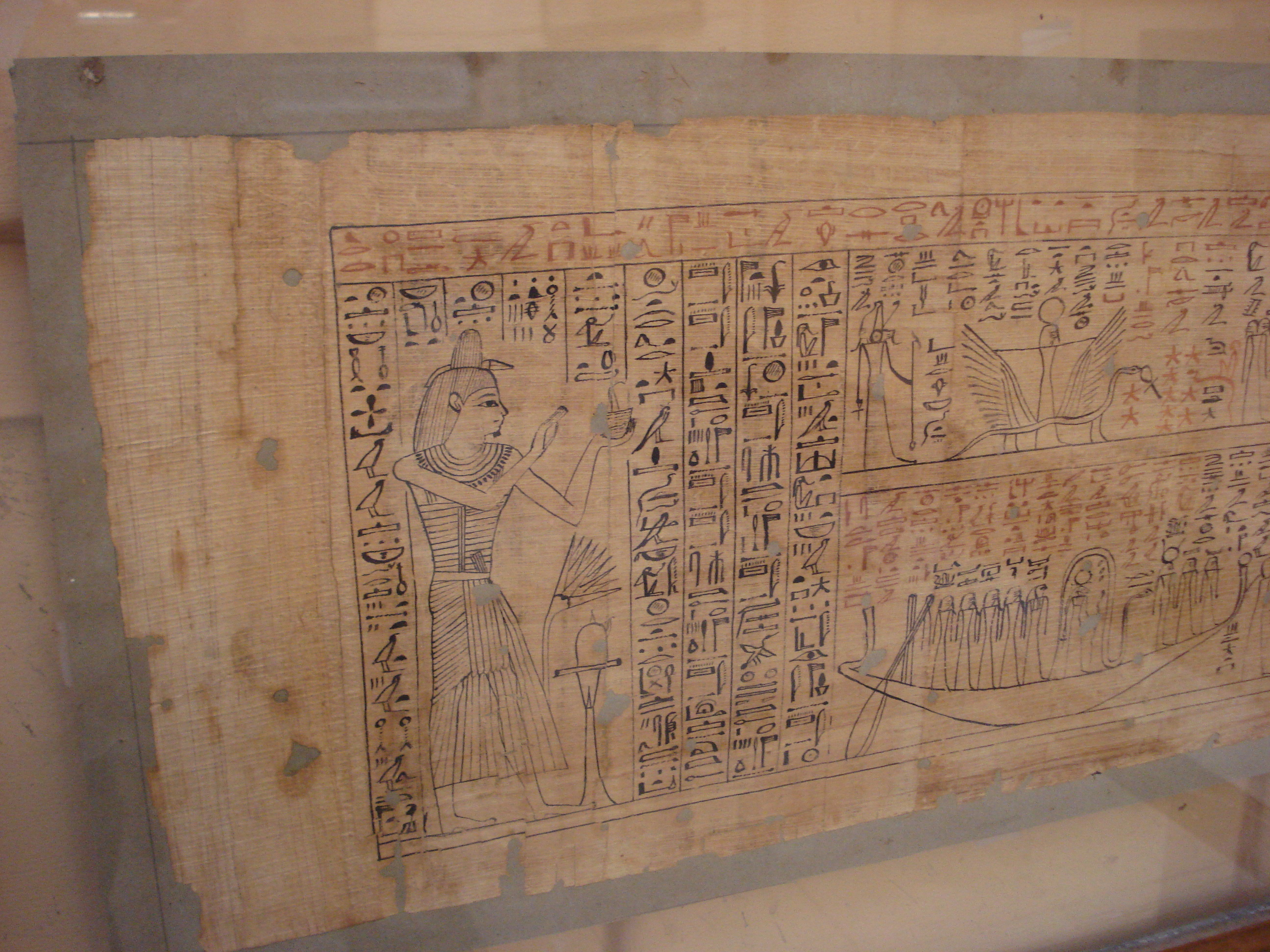
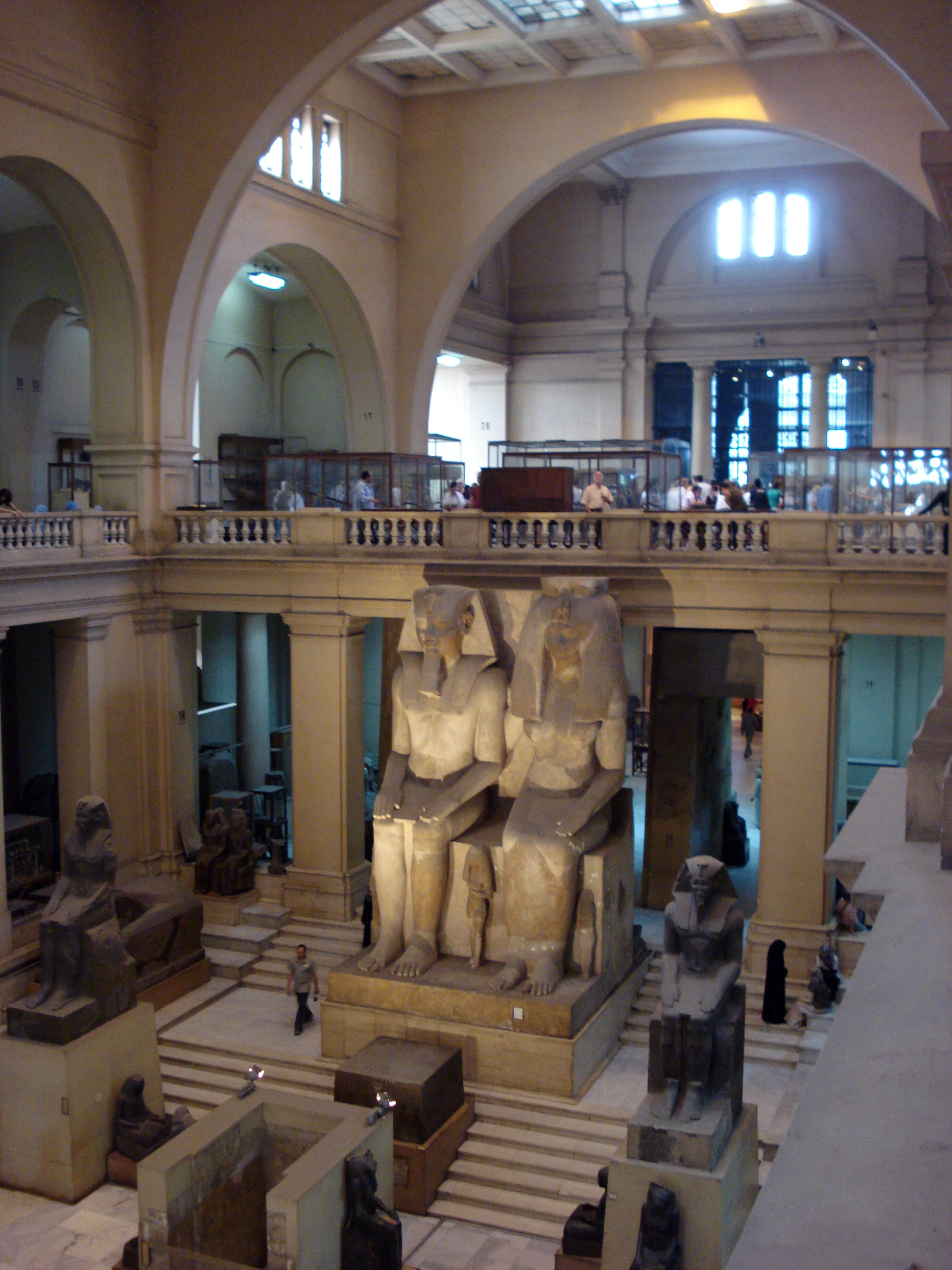
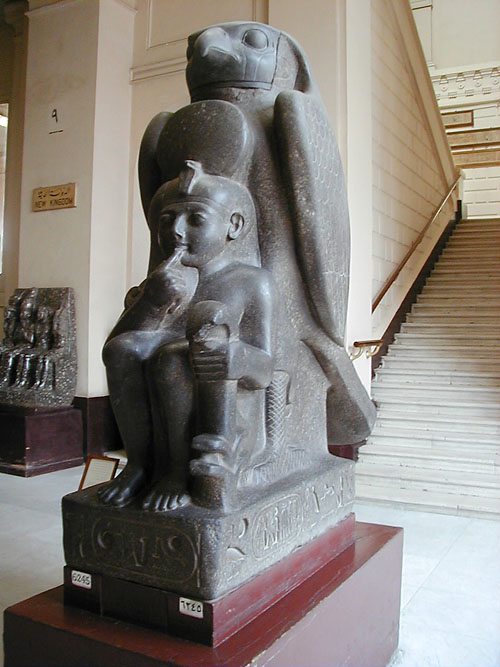
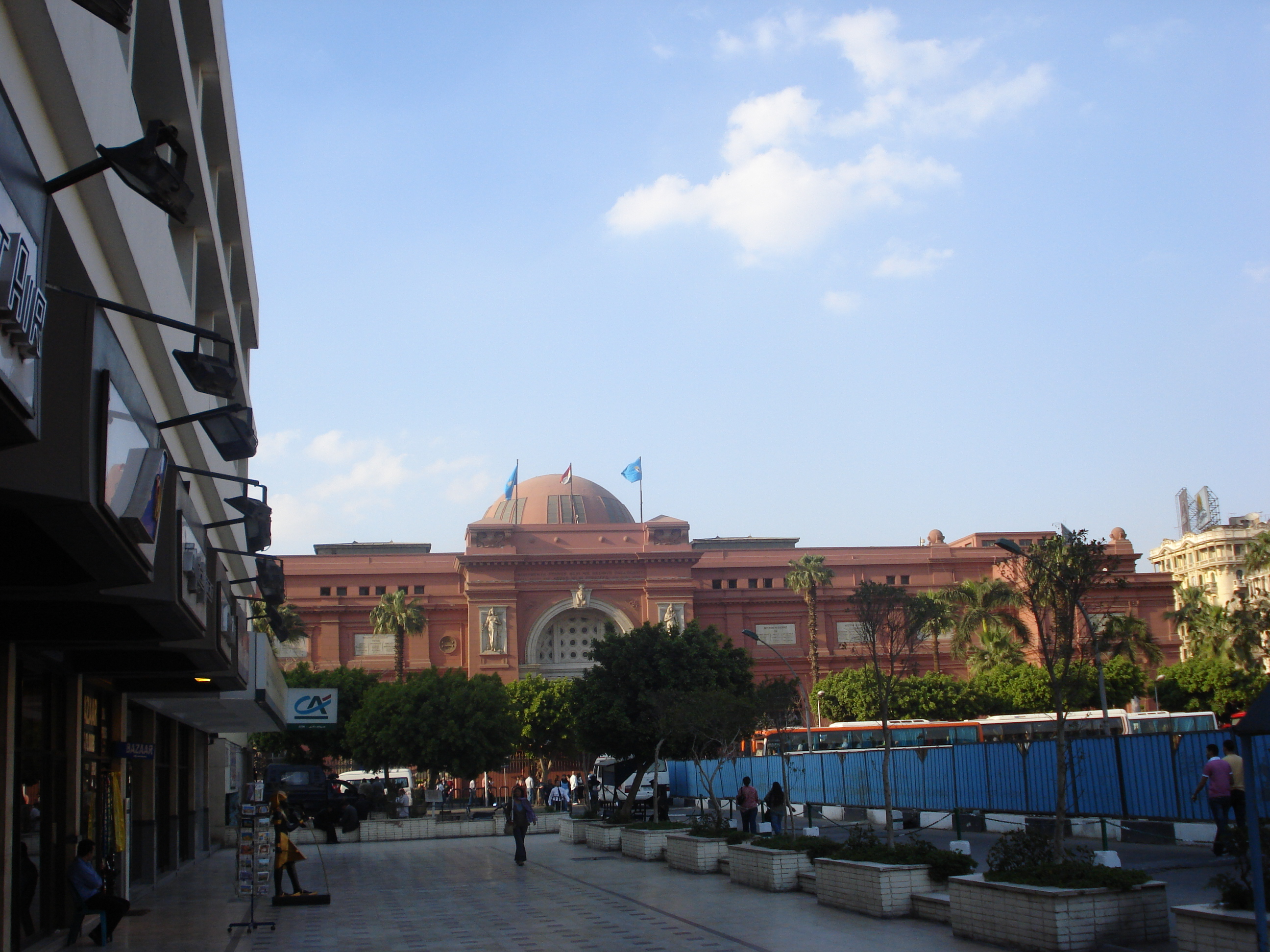